# Catedral de Braga

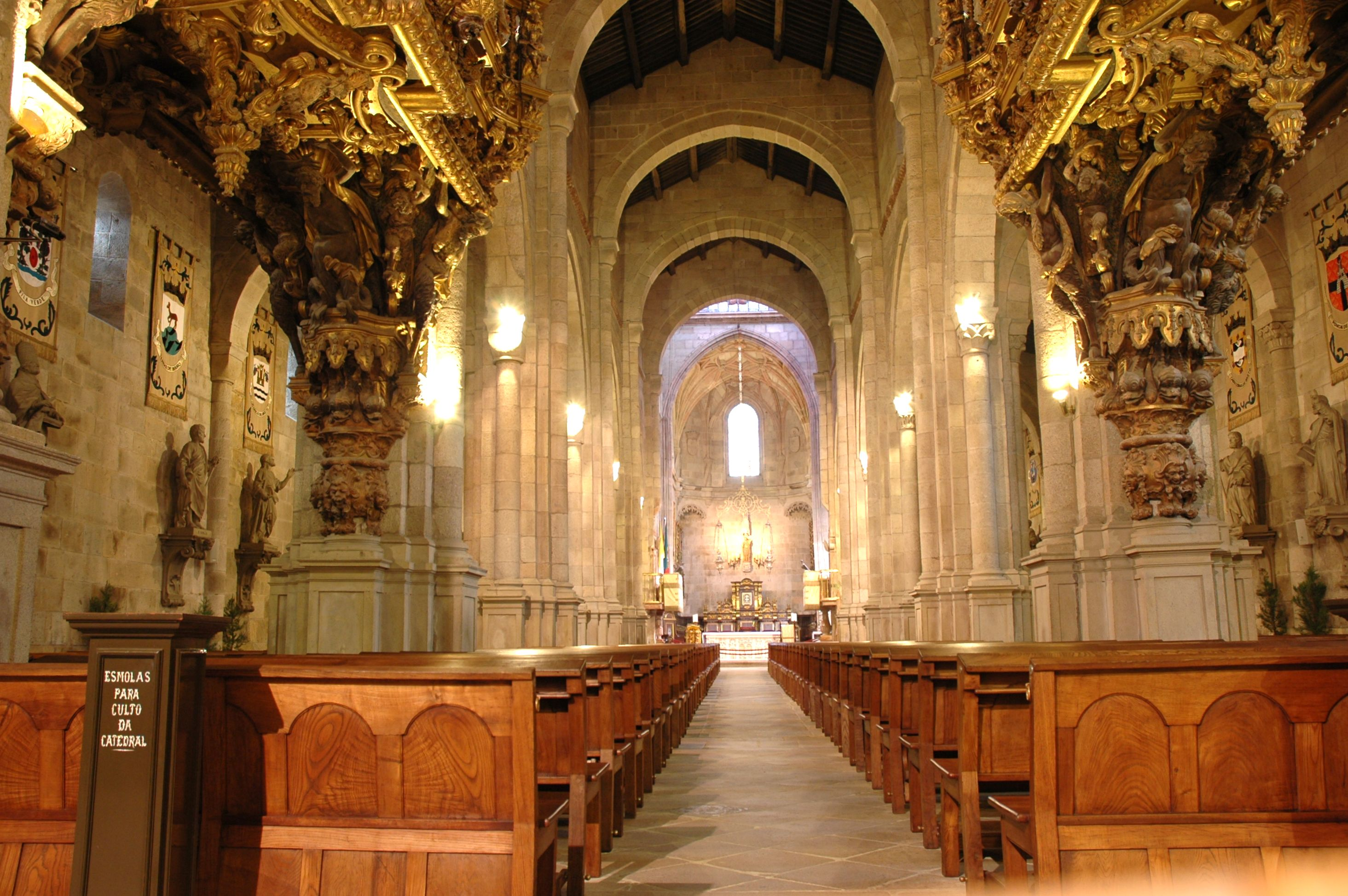
Interior

La catedral de Braga (en portuguès Sé de Braga) és un dels principals monuments de Braga, a Portugal. Considerada com un centre d'irradiació episcopal i un dels més importants temples del romànic portuguès, la seva història es remunta a l'obra del primer bisbe, Pedro de Braga (posteriorment, declarat sant), època de la restauració de 1070, de la qual no es conserven vestigis.
A la catedral s'hi troben les tombes d'Enric de Borgonya i la seva dona, Teresa de Lleó i Núñez, els comtes de comtat de Portugal, pares del rei Alfons I de Portugal.
Les dependències de l'antiga seu de l'ajuntament, construïda a inicis del segle xviii, per l'arquebisbe Rodrigo de Moura Teles, allotja el tresor museu de la catedral.

## Història
Al subsòl de la capella major encara es conserven vestigis arqueològics del primitiu temple paleocristià i alt medieval.
Va ser el bisbe Pedro de Braga (1070-1093) qui va iniciar l'obra de l'actual catedral. Després d'ell gairebé tots els seus successors van voler deixar la seva marca, ja fos amb petites alteracions o a través d'obres majors. L'ajuntament, a qui pertanyia el govern de la catedral, també va imitar els arquebisbes en els períodes en què la catedral va quedar vacant. Aquesta és la raó per la qual del primitiu edifici ens resta poc més que la implantació i el projecte general, a més d'alguns curiosos detalls decoratius, com les dues arquivoltes de la primitiva porta principal romànica, llaurades amb escenes de la gesta medieval de la Cançó del Guillot.
El 1128 va ser iniciat un edifici de cinc capelles a la capçalera, per iniciativa de Paio Mendes, parcialment destruït pel terratrèmol de 1135. Respectant els cànons arquitectònics dels benedictins clunicencs, els treballs van ser dirigits per Nuno Paio.
Més antigues serien les absidioles, avui a l'exterior nord, i potser alguns elements del transsepte. El 1268 les obres encara no estaven concloses. L'edifici va continuar sent modificat amb algunes intervencions artístiques, sent particularment significatiu el nàrtex, manat construir, a la façana, per Jorge da Costa en els primers anys del segle xvi i que acabaria Diogo de Sousa (1505-1532). Aquest últim va manar fer les reixes que ara la tanquen, tenint encara alterat el pòrtic principal, (destruint dues de les arquivoltes) i manat executar l'absis i la capella major, obra de João de Castilho datada a l'inici del segle xvi.
Del 1688 es destaquen les obres de l'arquebisbe Rodrigo de Moura Teles (1704-1728), que va modificar tot el frontal amb estil barroc, manant executar també el cimbori que il·lumina el creuer.

## Arquitectura

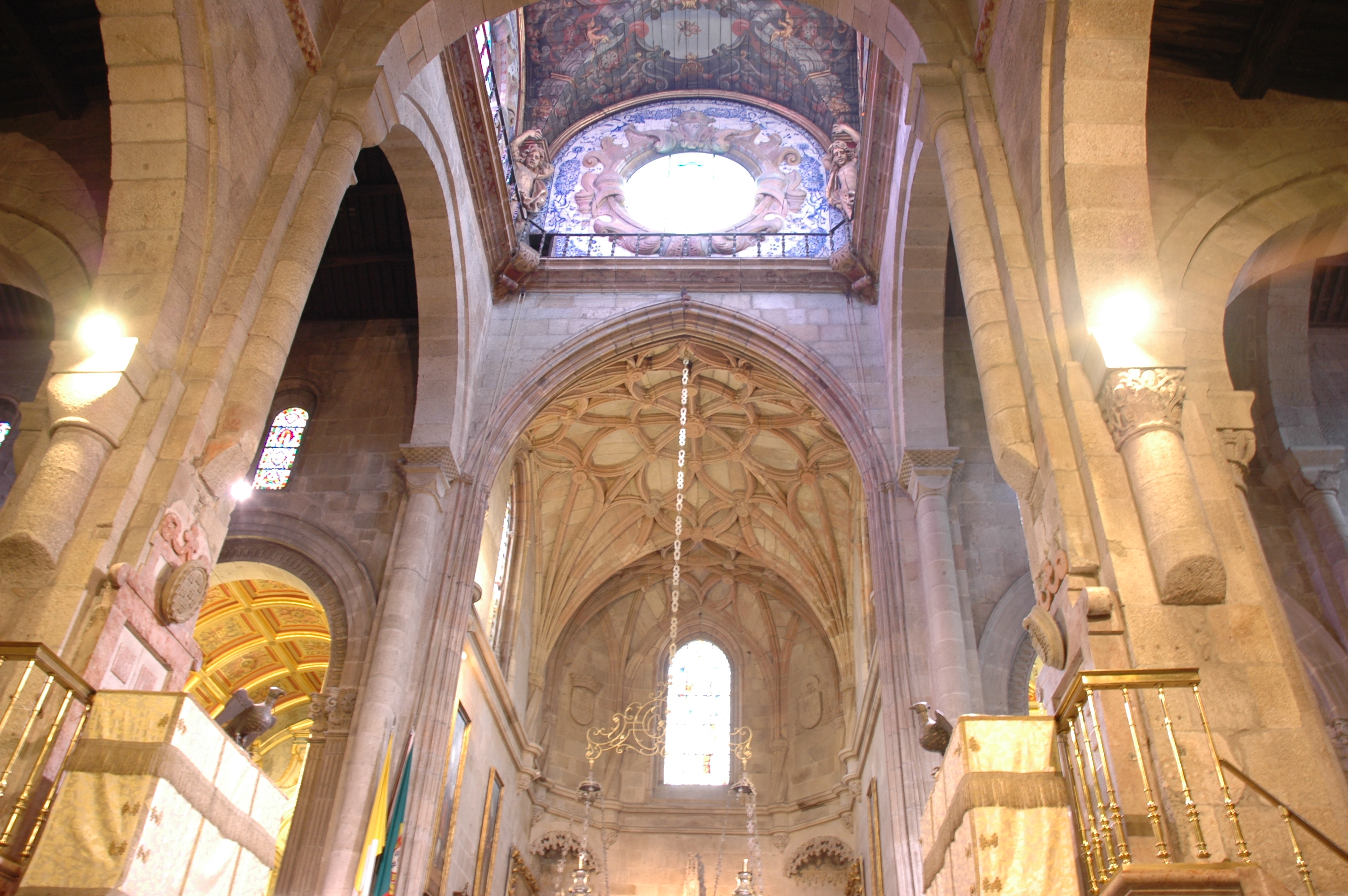
Interior, a dalt el cimbori

El fet de presentar dues torres a la façana l'aproxima a les grans catedrals del romànic portuguès, encara que al pas dels segles hagi sofert moltes modificacions: un pòrtic de finals del segle xv, tancat el segle xviii per la reixa de ferro que l'arquebisbe Diogo de Sousa va manar fer per protegir la capella major; i també a la façana la gran pedra d'armes de l'arquebisbe Rodrigo de Moura Teles, l'edícula i el coronament de les torres, col·locats en les primeres dècades del segle xviii.
L'interior, amb tres naus, transsepte i capçalera amb cinc capelles, és profundament auster. En el període barroc es van obrir grans finestres, es van transformar els altars, totes les parets es van cobrir amb estuc i pintures. I es va mantenir així fins a mitjan segle xx, quan les obres realitzades en les dècades de 30 i 50 van restituir el presumpte prospecte medieval del temple, segons els criteris de restauració llavors de moda. Excepte la capella major, totes les capelles de la capçalera van mantenir les alteracions d'arquitectura i retaules que havien rebut dos segles abans.
El 1509 es va construir una nova capçalera sota el mandat de Diogo de Sousa, traçada per l'arquitecte João de Castilho, on hi va deixar un original testimoni de l'arquitectura del gòtic portuguès tardà, ben visible en la seva volta de corbats. A l'arquebisbe se li deu, igualment, un retaule perdut de pedra i el frontal de l'altar, havent sabut conservar la magnífica imatge francesa de Santa Maria de Braga, del segle xiv.
El disseny de les capelles del transsepte va ser influït pel de la sagristia, havent estat totes elles alterades a començaments del segle xviii pel mestre pedrer Manuel Fernandes da Silva. Destaca el revestiment de rajoles de la capella de San Pedro de Rates, pintat el 1715 per António de Oliveira Bernardes, amb representacions d'escenes de la vida del sant, i la talla neoclàssica de la capella del Santíssim Sagrament, així com el seu magnífic frontal, tallat el 1718 pel mestre Miguel Coelho i inspirat en un quadre de Rubens, el Triomf de l'Església.

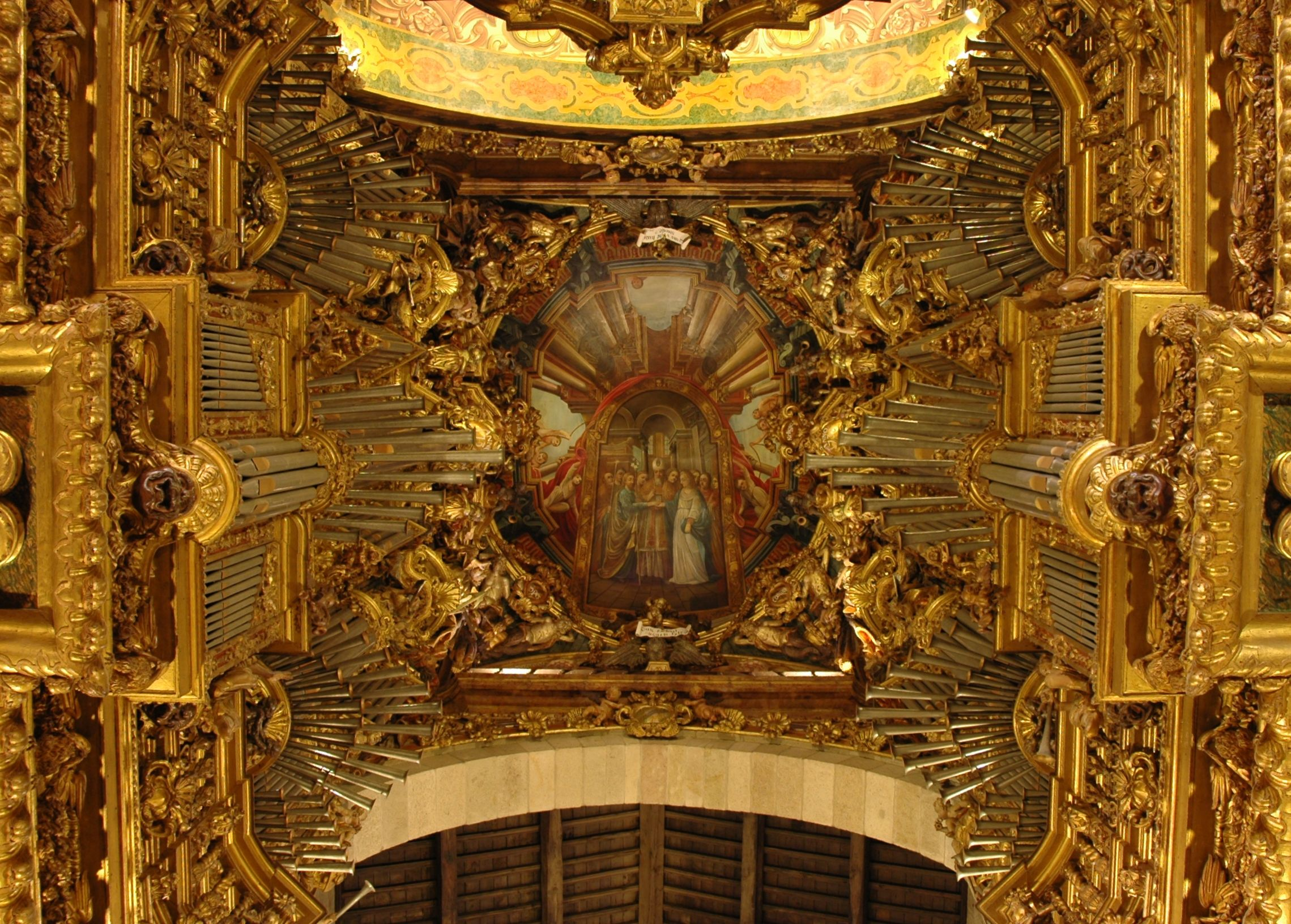
L'orgue del 1737-1739 vist des de sota

La sagristia, traçada per l'arquitecte reial João Antunes el 1698, va ser executada pels pedrers Pascoal Fernandes i el seu fill Manuel Fernandes da Silva. La seva arquitectura va ser intensament nova per a la Braga d'aquell temps, però la ciutat no va saber continuar en aquesta senda, tornant fàcilment als vells valors manieristes.
Al cor alt, el cadirat i els orgues, de talla daurada, són obres excepcionals de concepció i execució. El cadiratge (1737) és del tallador i arquitecte de Porto Miguel Francisco da Silva. Les caixes dels orgues (1737-1739) van ser tallades i esculpides per Marceliano de Araújo en una increïble profusió dels més característics elements de la talla d'estil juanino, abundant les figures esculpides, sàtirs i dofins. La part mecànica correspon al mestre organista gallec Fray Simão Fontanes.